# Ahmad Parhizi
Ahmad Parhizi (en persan : احمد پرهیزی), né le 11 septembre 1978 à Chiraz est un journaliste, et traducteur iranien. Il est traducteur d‘ouvrages français et anglais en persan. Il a entre autres traduit les ouvrages de Maurice Blanchot et Marcel Proust en persan. En 2017, sa traduction du Contre Sainte-Beuve est nommée pour le Prix du Livre de l'année de la République islamique d'Iran.
Œuvres principales
- L'Arrêt de mort
- Antigone
- Contre Sainte-Beuve

## Biographie
Ahmad Parhizi est né en 1978 à Chiraz. Il a fait des études de littérature française à l'Université nationale iranienne à Téhéran et obtenu son diplôme de master en journalisme de l'Université Montpellier I,.

## Publications
- Laurent Binet, HHhH, Mahi, 2020 (ISBN 978-964-209-331-1)[7]
- Xavier de Maistre, Voyage autour de ma chambre, Mahi, 2009 (ISBN 978-964-209-064-8)[8],[9]
- Maurice Blanchot, L'Arrêt de mort, avec allocution prononcée par Jacques Derrida, lors de l’incinération de Maurice Blanchot, Morvarid, 2006 (ISBN 964-8838-27-5)[10]
- Marcel Proust, Contre Sainte-Beuve, Morvarid, 2016 (ISBN 978-964-191-408-2)
- Jean Anouilh, Antigone, Ney Publishing House, 2009 (ISBN 978-964-185-054-0)[11]
- Asja Srnec Todorović, Mariages morts, Ney Publishing House, 2009 (ISBN 978-964-185-055-7)[12],[13],[14]
- Olfa Lamloum, La restructuration de l'espace radiophonique arabe, Islamic Republic of Iran Broadcasting, 2008 (ISBN 978-964-8828-74-0)[15]

## Distinction
- Prix Abolhassan Nadjafi pour HHhH 2022 [16]